# Lomnica (Vrapčište)
Lomnica (makedonsky: Ломница, albánsky: Llomnicë) je vesnici v Severní Makedonii. Nachází se v opštině Vrapčište v Položském regionu. Dříve spadala do opštiny Negotino-Pološko. 
Podle sčítání lidu z roku 2002 žije ve vesnici 574 obyvatel. Etnickými skupinami jsou:
- Albánci – 571
- Makedonci – 1
- ostatní – 1